# Pío Bonacci
Pío Bonacci (Chepes, Provincia de La Rioja, Argentina; 26 de octubre de 1998) es un futbolista argentino que juega como delantero en el club Deportivo Maipú, de la Primera Nacional.

## Trayectoria

### Inicios
De pequeño se formó como jugador en el Club Social y Deportivo Comercio, de su Chepes natal, y luego terminó su formación en San Martín de San Juan.
En julio de 2019 se une al Burgos Club de Fútbol, que lo cede al Club Deportivo Bupolsa para disputar la Tercera División de España 2019-20.
Con el equipo de Burgos jugaría 10 encuentros antes de marcharse.

### J. J. Urquiza
Después del breve paso por el fútbol español, Bonacci firma con J. J. de Urquiza para disputar la segunda mitad del Torneo de Primera B 2019-20, debutando el 2 de febrero de 2020 en la victoria 3 a 2 frente a Villa San Carlos por la fecha 2 del Torneo Clausura.
El 3 de abril de 2021, por la quinta fecha del Torneo de Primera B 2021, le convirtió un triplete, en la victoria por 3 a 1, a Deportivo Armenio.
Su paso por el conjunto "celeste" lo finalizó con 8 goles en 30 partidos.

### Deportivo Armenio
Para el Campeonato de Primera B 2022, es anunciado como refuerzo de Deportivo Armenio. Debutó con "el tricolor" el 12 de febrero de 2022 en la victoria 1 a 0 frente a Ituzaingó por el partido correspondiente a la primera fecha del Torneo Apertura del campeonato de ascenso. En ese encuentro marcó el gol de la victoria.
Con el equipo de Ingeniero Maschwitz jugó 31 partidos y anotó 8 goles.

### San Martín de Tucumán
Para la temporada 2023 de la Primera Nacional se une a San Martin de Tucumán, jugando su primer partido con la institución el 5 de marzo en el empate 1 a 1 frente a Temperley, por la tercera fecha del campeonato.
El 16 de octubre anotaría un gol en la derrota 2 a 1 frente a Defensores de Belgrano, en la última jornada del torneo de ascenso.

## Estadísticas

### Clubes
Actualizado de acuerdo al último partido jugado el 21 de junio de 2025.
| Club                        | Div.          | Temporada     | Liga  | Liga  | Liga   | Copas nacionales | Copas nacionales | Copas nacionales | Torneos internacionales | Torneos internacionales | Torneos internacionales | Total | Total | Total  | Media goleadora |
| Club                        | Div.          | Temporada     | Part. | Goles | Asist. | Part.            | Goles            | Asist.           | Part.                   | Goles                   | Asist.                  | Part. | Goles | Asist. | Media goleadora |
| --------------------------- | ------------- | ------------- | ----- | ----- | ------ | ---------------- | ---------------- | ---------------- | ----------------------- | ----------------------- | ----------------------- | ----- | ----- | ------ | --------------- |
| C. D. Bupolsa · España      | 4.ª           | 2019-20       | 10    | 0     | 0      | —                | —                | —                | —                       | —                       | —                       | 10    | 0     | 0      | 0.00            |
| C. D. Bupolsa · España      | Total club    | Total club    | 10    | 0     | 0      | 0                | 0                | 0                | 0                       | 0                       | 0                       | 10    | 0     | 0      | 0.00            |
| J. J. de Urquiza Argentina  | 3.ª           | 2019-20       | 6     | 2     | 0      | 1                | 1                | 0                | —                       | —                       | —                       | 7     | 3     | 0      | 0.43            |
| J. J. de Urquiza Argentina  | 3.ª           | 2020          | 4     | 2     | 0      | —                | —                | —                | —                       | —                       | —                       | 4     | 2     | 0      | 0.50            |
| J. J. de Urquiza Argentina  | 3.ª           | 2021          | 19    | 3     | 0      | —                | —                | —                | —                       | —                       | —                       | 19    | 3     | 0      | 0.16            |
| J. J. de Urquiza Argentina  | Total club    | Total club    | 29    | 7     | 0      | 1                | 1                | 0                | 0                       | 0                       | 0                       | 30    | 8     | 0      | 0.27            |
| Deportivo Armenio Argentina | 3.ª           | 2022          | 31    | 8     | 0      | —                | —                | —                | —                       | —                       | —                       | 31    | 8     | 0      | 0.26            |
| Deportivo Armenio Argentina | Total club    | Total club    | 31    | 8     | 0      | 0                | 0                | 0                | 0                       | 0                       | 0                       | 31    | 8     | 0      | 0.26            |
| San Martín (T) Argentina    | 2.ª           | 2023          | 9     | 1     | 0      | —                | —                | —                | —                       | —                       | —                       | 9     | 1     | 0      | 0.11            |
| San Martín (T) Argentina    | Total club    | Total club    | 9     | 1     | 0      | 0                | 0                | 0                | 0                       | 0                       | 0                       | 9     | 1     | 0      | 0.11            |
| Almirante Brown Argentina   | 2.ª           | 2024          | 17    | 2     | 0      | 1                | 0                | 0                | —                       | —                       | —                       | 18    | 2     | 0      | 0.11            |
| Almirante Brown Argentina   | Total club    | Total club    | 17    | 2     | 0      | 1                | 0                | 0                | 0                       | 0                       | 0                       | 18    | 2     | 0      | 0.11            |
| C. D. Ñublense · Chile      | 1.ª           | 2024          | 7     | 0     | 0      | 3                | 1                | 0                | —                       | —                       | —                       | 10    | 1     | 0      | 0.10            |
| C. D. Ñublense · Chile      | Total club    | Total club    | 7     | 0     | 0      | 3                | 1                | 0                | 0                       | 0                       | 0                       | 10    | 1     | 0      | 0.10            |
| Deportivo Maipú Argentina   | 2.ª           | 2025          | 19    | 6     | 0      | —                | —                | —                | —                       | —                       | —                       | 19    | 6     | 0      | 0.32            |
| Deportivo Maipú Argentina   | Total club    | Total club    | 19    | 6     | 0      | 0                | 0                | 0                | 0                       | 0                       | 0                       | 19    | 6     | 0      | 0.32            |
| Total carrera               | Total carrera | Total carrera | 122   | 24    | 0      | 5                | 2                | 0                | 0                       | 0                       | 0                       | 127   | 26    | 0      | 0.20            |
| 1. 2.                       |               |               |       |       |        |                  |                  |                  |                         |                         |                         |       |       |        |                 |

### Hat-tricks
| 1 | 3 de abril de 2021 | Estadio Armenia, Ingeniero Maschwitz | Deportivo Armenio - J. J. de Urquiza |  | 1 - 3 | Primera B Metropolitana 2021 |